# Francisco Evanilson de Lima Barbosa
Francisco Evanilson de Lima Barbosa (Fortaleza, 6 de octubre de 1999) es un futbolista brasileño. Juega de delantero y su equipo es el AFC Bournemouth de la Premier League.

## Trayectoria
Se integró en las categorías inferiores del Fluminense F. C. en 2013. Cinco años después debutó con el primer equipo y se marchó cedido unos meses al FC ŠTK 1914 Šamorín eslovaco, club con el que tenían un acuerdo de colaboración. Una vez regresó, tras marcar tres goles en los seis encuentros que jugó, se integró en el equipo sub-20 y en septiembre de 2019 ascendió definitivamente al plantel principal.
En septiembre de 2020 volvió al fútbol europeo tras ser traspasado al F. C. Porto. Tuvo que esperar hasta el mes siguiente para debutar, y en su estreno en la Primeira Liga marcó el único gol de la victoria ante el Gil Vicente F. C. Durante su primera temporada en el club también tuvo minutos con el filial.
En su segundo año en Portugal consiguió anotar 21 goles, lo que le permitió ser el tercer jugador menor de 23 años en alcanzar los veinte tantos desde la llegada de Pinto da Costa a la presidencia del club. Siete de estos goles los consiguió en la Copa de Portugal, torneo del que fue el máximo goleador, y los otros catorce en la Primeira Liga. Estas dos competiciones las consiguieron ganar, así como la Supercopa de Portugal al inicio de la campaña siguiente en la que anotó uno de los tres goles de la victoria ante el C. D. Tondela. El final de esa temporada estuvo marcado por varios problemas físicos que siguió arrastrando en las primeras semanas de la siguiente. Esta acabó siendo su última en el club y se marchó habiendo disputado 154 partidos y anotado 60 tantos.
El 16 de agosto de 2024 fue traspasado al AFC Bournemouth a cambio de 37 millones de euros fijos más otros diez en variables.

## Selección nacional
El 8 de junio de 2024 hizo su debut con la selección de Brasil en un amistoso ante México que ganaron por tres a dos y que servía de preparación para la Copa América 2024.

### Participaciones en Copa América
| Copa              | Sede           | Resultado        | Partidos | Goles |
| ----------------- | -------------- | ---------------- | -------- | ----- |
| Copa América 2024 | Estados Unidos | Cuartos de final | 1        | 0     |

## Estadísticas

### Clubes
Actualizado al último partido disputado el 15 de agosto de 2025.
| Club                             | Div.          | Temporada     | Liga  | Liga  | Estatal | Estatal | Copas nacionales | Copas nacionales | Copas internacionales | Copas internacionales | Total | Total |
| Club                             | Div.          | Temporada     | Part. | Goles | Part.   | Goles   | Part.            | Goles            | Part.                 | Goles                 | Part. | Goles |
| -------------------------------- | ------------- | ------------- | ----- | ----- | ------- | ------- | ---------------- | ---------------- | --------------------- | --------------------- | ----- | ----- |
| FC ŠTK 1914 Šamorín · Eslovaquia | 2.ª           | 2017-18       | 6     | 3     | —       | —       | —                | —                | —                     | —                     | 6     | 3     |
| FC ŠTK 1914 Šamorín · Eslovaquia | Total club    | Total club    | 6     | 3     | 0       | 0       | 0                | 0                | 0                     | 0                     | 6     | 3     |
| Fluminense F. C. · Brasil        | 1.ª           | 2018          | —     | —     | 1       | 0       | —                | —                | 0                     | 0                     | 1     | 0     |
| Fluminense F. C. · Brasil        | 1.ª           | 2019          | 3     | 2     | 0       | 0       | —                | —                | —                     | —                     | 3     | 2     |
| Fluminense F. C. · Brasil        | 1.ª           | 2020          | 6     | 2     | 10      | 5       | 4                | 0                | 2                     | 1                     | 22    | 8     |
| Fluminense F. C. · Brasil        | Total club    | Total club    | 9     | 4     | 11      | 5       | 4                | 0                | 2                     | 1                     | 26    | 10    |
| F. C. Porto "B" Portugal         | 2.ª           | 2020-21       | 5     | 6     | ―       | ―       | ―                | ―                | ―                     | ―                     | 5     | 6     |
| F. C. Porto "B" Portugal         | Total club    | Total club    | 5     | 6     | 0       | 0       | 0                | 0                | 0                     | 0                     | 5     | 6     |
| F. C. Porto Portugal             | 1.ª           | 2020-21       | 15    | 3     | —       | —       | 4                | 1                | 5                     | 0                     | 24    | 4     |
| F. C. Porto Portugal             | 1.ª           | 2021-22       | 30    | 14    | —       | —       | 8                | 7                | 8                     | 0                     | 46    | 21    |
| F. C. Porto Portugal             | 1.ª           | 2022-23       | 23    | 7     | —       | —       | 10               | 2                | 8                     | 1                     | 41    | 10    |
| F. C. Porto Portugal             | 1.ª           | 2023-24       | 27    | 13    | —       | —       | 8                | 8                | 7                     | 4                     | 42    | 25    |
| F. C. Porto Portugal             | 1.ª           | 2024-25       | 1     | 0     | —       | —       | 0                | 0                | —                     | —                     | 1     | 0     |
| F. C. Porto Portugal             | Total club    | Total club    | 96    | 37    | 0       | 0       | 30               | 18               | 28                    | 5                     | 154   | 60    |
| AFC Bournemouth Inglaterra       | 1.ª           | 2024-25       | 31    | 10    | —       | —       | 3                | 2                | —                     | —                     | 34    | 12    |
| AFC Bournemouth Inglaterra       | 1.ª           | 2025-26       | 1     | 0     | —       | —       | 0                | 0                | —                     | —                     | 1     | 0     |
| AFC Bournemouth Inglaterra       | Total club    | Total club    | 32    | 10    | 0       | 0       | 3                | 2                | 0                     | 0                     | 35    | 12    |
| Total carrera                    | Total carrera | Total carrera | 148   | 60    | 11      | 5       | 37               | 20               | 30                    | 6                     | 226   | 91    |
| 1. 2.                            |               |               |       |       |         |         |                  |                  |                       |                       |       |       |

### Hat-tricks
| 1 | 16 de enero de 2022   | Estadio Nacional, Oeiras | B SAD - F. C. Porto               |  | 1 - 4 | Primeira Liga 2021-22                |
| 2 | 25 de octubre de 2023 | Bosuilstadion, Amberes   | Royal Antwerp F. C. - F. C. Porto |  | 1 - 4 | Liga de Campeones de la UEFA 2023-24 |

## Palmarés

### Títulos nacionales
| Título                      | Club        | País     | Año  |
| --------------------------- | ----------- | -------- | ---- |
| Supercopa de Portugal       | F. C. Porto | Portugal | 2020 |
| Primeira Liga               | F. C. Porto | Portugal | 2022 |
| Copa de Portugal            | F. C. Porto | Portugal | 2022 |
| Supercopa de Portugal       | F. C. Porto | Portugal | 2022 |
| Copa de la Liga de Portugal | F. C. Porto | Portugal | 2023 |
| Copa de Portugal            | F. C. Porto | Portugal | 2023 |
| Copa de Portugal            | F. C. Porto | Portugal | 2024 |
| Supercopa de Portugal       | F. C. Porto | Portugal | 2024 |